# Peter Müller (narciarz alpejski)
Peter Müller (ur. 6 października 1957 w Adliswil) – szwajcarski narciarz alpejski, dwukrotny srebrny medalista olimpijski, trzykrotny medalista mistrzostw świata oraz trzykrotny zdobywca Małej Kryształowej Kuli w klasyfikacji zjazdu Pucharu Świata.

## Kariera
W zawodach Pucharu Świata Peter Müller zadebiutował na początku sezonu 1976/1977. Wkrótce zdobył pierwsze punkty, 15 stycznia 1977 roku w Kitzbühel zajmując dziesiąte miejsce w biegu zjazdowym. W kolejnych zawodach punktował kilkukrotnie, zajmując między innymi czwarte miejsce w gigancie 25 marca 1977 roku w Sierra Nevada. Ostatecznie sezon ukończył na 24. miejscu w klasyfikacji generalnej. W kolejnym sezonie tylko trzy razy zdobył punkty, co dało mu 36. miejsce w klasyfikacji końcowej. Wystąpił za to na mistrzostwach świata w Garmisch-Partenkirchen w lutym 1978 roku, gdzie rywalizację w zjeździe ukończył na piątej pozycji.
Pierwszy sukces osiągnął w sezonie 1978/1979, kiedy sięgnął po Małą Kryształową Kulę za zwycięstwo w klasyfikacji zjazdu. Szwajcar po raz pierwszy na podium zawodów PŚ stanął 16 grudnia 1978 roku w Val Gardena, gdzie zjazd ukończył na drugiej pozycji. Wyprzedził go tylko Austriak Josef Walcher, a trzecie miejsce zajął kolejny reprezentant Szwajcarii - Walter Vesti. W wynik ten powtórzył dzień później, a także 14 stycznia w Crans-Montana i 3 marca 1979 roku w Lake Placid, a 1 lutego 1979 roku po raz pierwszy zwyciężył, wygrywając zjazd w Villars. W tym samym sezonie zajął też piętnaste miejsce w klasyfikacji generalnej. Klasyfikację zjazdu wygrał także w sezonie 1979/1980, w którym trzykrotnie stawał na podium zawodów w zjeździe: 16 grudnia 1979 roku w Val Gardena, 6 stycznia w Pra Loup i 19 stycznia 1980 roku w Wengen był najlepszy. Punktował jeszcze kilkukrotnie, zajmując między innymi dwukrotnie czwarte miejsca i w efekcie uplasował się na dziewiątej pozycji w klasyfikacji generalnej. W lutym 1980 roku wystąpił na igrzyskach olimpijskich w Lake Placid, gdzie w swojej koronnej konkurencji zajął czwarte miejsce. Walkę o medal przegrał tam z Kanadyjczykiem Steve'em Podborskim o 0,13 sekundy.
Wysoką formę prezentował także w sezonie 1980/1981, w którym siedem razy stawał na podium. Odniósł przy tym dwa zwycięstwa: 14 grudnia 1980 roku w Val Gardena był najlepszy w kombinacji i zjeździe. Był ponadto trzykrotnie drugi, dwa razy trzeci i raz czwarty, co dało mu piąte miejsce w klasyfikacji generalnej. Zajął wtedy także trzecie miejsce w klasyfikacjach zjazdu i kombinacji, przegrywając odpowiednio z Austriakiem Hartim Weiratherem i Steve'em Podborskim oraz z Philem Mahre z USA i Andreasem Wenzelem z Liechtensteinu. Sezon 1981/1982 rozpoczął od zajęcia drugiego miejsca w zjeździe 6 grudnia 1981 roku w Val d’Isère. W kolejnych startach czterokrotnie plasował się w czołowej trójce, odnosząc trzy zwycięstwa w zjeździe: 27 lutego w Whistler oraz 5 i 6 marca 1982 roku w Aspen. Dało mu to trzecie w karierze zwycięstwo w klasyfikacji zjazdu oraz czwarte miejsce w klasyfikacji generalnej. W 1982 roku brał także udział w mistrzostwach świata w Schladming, gdzie zjazd ukończył na piątym miejscu. Kolejne zwycięstwo Szwajcar odniósł 12 grudnia 1982 roku w Val d’Isère, gdzie tym razem okazał się najlepszy w supergigancie. Ponadto trzykrotnie stawał na podium, jednak żadnych zawodów nie wygrał. Sezon 1982/1983 ukończył na siódmej pozycji w klasyfikacji generalnej oraz klasyfikacjach zjazdu i kombinacji.
Najważniejszym punktem sezonu 1983/1984 były igrzyska olimpijskie w Sarajewie. Szwajcar wystąpił tam tylko w zjeździe, zdobywając za to srebrny medal. W zawodach tych rozdzielił na podium Billa Johnsona z USA i Austriaka Antona Steinera. W zawodach pucharowych osiągał przeciętne wyniki, tylko raz stając na podium: 29 stycznia 1984 roku w Garmisch-Partenkirchen zajął trzecie miejsce w kombinacji. Sezon zakończył na 24. miejscu w klasyfikacji generalnej. Srebrny medal w zjeździe przywiózł także z rozgrywanych w 1985 roku mistrzostw świata w Bormio. Tym razem lepszy o 0,11 s okazał się jego rodak Pirmin Zurbriggen, a na najniższym stopniu podium stanął Doug Lewis USA. W Pucharze Świata wielokrotnie plasował się w czołowej dziesiątce, sześciokrotnie stając na podium. Najlepiej zaprezentował się 27 stycznia w Garmisch-Partenkirchen, gdzie wygrał kombinację oraz 9 marca w Aspen i 15 marca 1985 roku w Panoramie, gdzie zwyciężał w zjeździe. Uzyskane wyniki dały mu czwarte miejsce w klasyfikacji generalnej, trzecie w klasyfikacji kombinacji oraz drugie za Helmutem Höflehnerem w klasyfikacji zjazdu.
Na czwartym miejscu zakończył także sezon 1985/1986. Zmagania zaczął od czwartego miejsca w zjeździe 16 sierpnia 1985 roku w Las Leñas. Dwa dni później wywalczył w tej samej konkurencji drugie miejsce, powtarzając ten wynik 14 grudnia w Val Gardena i 31 grudnia w Schladming. W kolejnych zawodach na podium stawał także 3 lutego w Crans-Montana, wygrywając supergiganta i kombinację, dwa dni później w tej samej miejscowości był trzeci w supergigancie, 8 lutego w Morzine wygrał zjazd, dzień później był trzeci w kombinacji, a 21 lutego w Åre i 8 marca 1986 roku w Aspen ponownie wygrał zjazd. W  poszczególnych klasyfikacjach był: szósty w kombinacji, piąty w supergigancie oraz drugi w zjeździe, w którym lepszy był Austriak Peter Wirnsberger. W kolejnym sezonie sześć razy stawał na podium, we wszystkich przypadkach w zjeździe. Trzykrotnie był najlepszy: 15 sierpnia 1986 roku w Las Leñas, 28 lutego w Furano i 14 marca 1987 roku w Calgary oraz trzykrotnie zajmował trzecie miejsce: 16 sierpnia w Las Leñas, 10 stycznia w Garmisch-Partenkirchen i 25 stycznia w Kitzbühel. Sezon zakończył na dziewiątej pozycji, a w klasyfikacji zjazdu był drugi za Zurbriggenem. Na przełomie stycznia i lutego 1987 roku startował także na mistrzostwach świata w Crans-Montana, gdzie w swojej koronnej konkurencji wywalczył złoty medal. W zawodach tych wyprzedził bezpośrednio dwóch rodaków: Pirmina Zurbriggena i Karla Alpigera.
Kolejny medal w zjeździe Müller wywalczył na rozgrywanych w 1988 roku igrzyskach olimpijskich w Calgary. Podobnie jak cztery lata wcześniej zajął w tej konkurencji drugie miejsce, plasując się za Zurbriggenem, a przed Francuzem Franckiem Piccardem. W zawodach pucharowych Szwajcar dziewięciokrotnie zajmował miejsca w czołowej dziesiątce, jednak na podium znalazł się tylko dwukrotnie: 16 stycznia w Bad Kleinkirchheim i 2 marca 1988 roku w Beaver Creek wygrywał zjazd. W klasyfikacji generalnej ponownie był dziewiąty, a w klasyfikacji zjazdu zajął piątą pozycję. Ostatnie zwycięstwo odniósł na początku sezonu 1988/1989, 9 grudnia 1988 roku w Val Gardena, gdzie był najlepszy w zjeździe. Dzień później po raz ostatni stanął na podium zawodów PŚ, zajmując trzecie miejsce w tej samej konkurencji. Sezon ten zakończył na dwunastym miejscu w klasyfikacji generalnej, a w klasyfikacji zjazdu był szósty. Swój ostatni medal na międzynarodowej imprezie zdobył podczas mistrzostw świata w Vail w 1989 roku, gdzie po raz kolejny był drugi w swej koronnej konkurencji. O 0,19 sekundy lepszy był tam Hans-Jörg Tauscher z RFN, a trzecie miejsce ze startą 0,09 sekundy do Müllera zajął Karl Alpiger.
Większość sezonu 1989/1990 Müller stracił po tym jak podczas zawodów na trasie Saslong w Val Gardena upadł po jednym ze skoków. W wyniku wypadku Szwajcar złamał lewą kość piszczelową oraz zerwał więzadło krzyżowe w lewym kolanie. Przed wypadkiem zdołał wywalczyć jeden punkt w zawodach PŚ: 10 grudnia 1989 roku w Val d’Isère był piętnasty w supergigancie. W klasyfikacji generalnej dało mu to 107. miejsce. Do narciarstwa powrócił w sezonie 1990/1991, jednak osiągał słabe wyniki. Karierę zakończył ostatecznie w marcu 1992 roku.
Po zakończeniu kariery narciarskiej startował w biegach na orientację.

## Osiągnięcia

### Igrzyska olimpijskie
| Miejsce | Dzień     | Rok  | Miejscowość | Konkurencja | Czas biegu | Strata | Zwycięzca         |
| ------- | --------- | ---- | ----------- | ----------- | ---------- | ------ | ----------------- |
| 4.      | 14 lutego | 1980 | Lake Placid | Zjazd       | 1:45,50    | +1,25  | Leonhard Stock    |
| 2.      | 16 lutego | 1984 | Sarajewo    | Zjazd       | 1:45,59    | +0,27  | Bill Johnson      |
| 2.      | 15 lutego | 1988 | Calgary     | Zjazd       | 1:59,63    | +0,51  | Pirmin Zurbriggen |

### Mistrzostwa świata
| Miejsce | Dzień       | Rok  | Miejscowość            | Konkurencja | Czas biegu | Strata | Zwycięzca         |
| ------- | ----------- | ---- | ---------------------- | ----------- | ---------- | ------ | ----------------- |
| 5.      | 29 stycznia | 1978 | Garmisch-Partenkirchen | Zjazd       | 2:04,12    | +0,65  | Josef Walcher     |
| 4.      | 14 lutego   | 1980 | Lake Placid            | Zjazd       | 1:45,50    | +1,25  | Leonhard Stock    |
| 5.      | 6 lutego    | 1982 | Schladming             | Zjazd       | 1:55,10    | +0,95  | Harti Weirather   |
| 2.      | 3 lutego    | 1985 | Bormio                 | Zjazd       | 2:06,68    | +0,11  | Pirmin Zurbriggen |
| 1.      | 31 stycznia | 1987 | Crans-Montana          | Zjazd       | 2:07,80    | -      | -                 |
| 2.      | 6 lutego    | 1989 | Vail                   | Zjazd       | 2:10,39    | +0,19  | Hansjörg Tauscher |

### Puchar Świata

#### Miejsca w klasyfikacji generalnej
- sezon 1976/1977: 24.
- sezon 1977/1978: 36.
- sezon 1978/1979: 15.
- sezon 1979/1980: 9.
- sezon 1980/1981: 5.
- sezon 1981/1982: 4.
- sezon 1982/1983: 7.
- sezon 1983/1984: 24.
- sezon 1984/1985: 4.
- sezon 1985/1986: 4.
- sezon 1986/1987: 9.
- sezon 1987/1988: 9.
- sezon 1988/1989: 12.
- sezon 1989/1990: 107.
- sezon 1990/1991: 63.
- sezon 1991/1992: 81.

#### Zwycięstwa w zawodach
1. Villars – 1 lutego 1979 (zjazd)
2. Val Gardena – 16 grudnia 1979 (zjazd)
3. Pra Loup – 6 stycznia 1980 (zjazd)
4. Wengen – 19 stycznia 1980 (zjazd)
5. Gardena – 14 grudnia 1980 (zjazd)
6. Gardena – 14 grudnia 1980 (kombinacja)
7. Whistler Mountain – 27 lutego 1982 (zjazd)
8. Aspen – 5 marca 1982 (zjazd)
9. Aspen – 6 marca 1982 (zjazd)
10. Val d’Isère – 12 grudnia 1982 (supergigant)
11. Garmisch-Partenkirchen – 27 stycznia 1985 (kombinacja)
12. Aspen – 9 marca 1985 (zjazd)
13. Panorama – 16 marca 1985 (zjazd)
14. Val d’Isère – 2 lutego 1986 (kombinacja)
15. Crans-Montana – 3 lutego 1986 (supergigant)
16. Morzine – 8 lutego 1986 (zjazd)
17. Åre – 21 lutego 1986 (zjazd)
18. Aspen – 8 marca 1986 (zjazd)
19. Las Lenas – 15 sierpnia 1986 (zjazd)
20. Furano – 28 lutego 1987 (zjazd)
21. Nakiska – 14 marca 1987 (zjazd)
22. Bad Kleinkirchen – 16 stycznia 1988 (zjazd)
23. Beaver Creek – 12 marca 1988 (zjazd)
24. Gardena – 9 grudnia 1988 (zjazd)

- 24 zwycięstwa (19 zjazdów, 3 kombinacje i 2 supergiganty)

#### Pozostałe miejsca na podium
1. Val Gardena – 16 grudnia 1978 (zjazd) – 2. miejsce
2. Val Gardena – 17 grudnia 1978 (zjazd) – 2. miejsce
3. Crans-Montana – 14 stycznia 1979 (zjazd) – 2. miejsce
4. Lake Placid – 3 marca 1979 (zjazd) – 2. miejsce
5. Val Gardena – 15 grudnia 1980 (zjazd) – 3. miejsce
6. Sankt Moritz – 21 grudnia 1980 (zjazd) – 3. miejsce
7. Morzine – 10 stycznia 1981 (kombinacja) – 2. miejsce
8. Garmisch-Partenkirchen – 10 stycznia 1981 (zjazd) – 2. miejsce
9. Kitzbühel – 17 stycznia 1981 (zjazd) – 2. miejsce
10. Val d’Isère – 6 grudnia 1981 (zjazd) – 2. miejsce
11. Crans-Montana – 21 grudnia 1981 (zjazd) – 2. miejsce
12. Pontresina – 5 grudnia 1982 (zjazd) – 3. miejsce
13. Val d’Isère – 19 grudnia 1982 (kombinacja) – 2. miejsce
14. Val Gardena – 20 grudnia 1982 (zjazd) – 2. miejsce
15. Garmisch-Partenkirchen – 29 stycznia 1984 (kombinacja) – 3. miejsce
16. Wengen – 20 stycznia 1985 (zjazd) – 3. miejsce
17. Garmisch-Partenkirchen – 26 stycznia 1985 (zjazd) – 2. miejsce
18. Bad Kleinkirchheim – 14 lutego 1985 (zjazd) – 2. miejsce
19. Las Leñas – 18 sierpnia 1985 (zjazd) – 2. miejsce
20. Val Gardena – 14 grudnia 1985 (zjazd) – 2. miejsce
21. Schladming – 31 grudnia 1985 (zjazd) – 2. miejsce
22. Crans-Montana – 5 lutego 1986 (supergigant) – 3. miejsce
23. Morzine – 9 lutego 1986 (kombinacja) – 3. miejsce
24. Las Leñas – 16 sierpnia 1986 (zjazd) – 3. miejsce
25. Garmisch-Partenkirchen – 10 stycznia 1987 (zjazd) – 3. miejsce
26. Kitzbühel – 25 stycznia 1987 (zjazd) – 3. miejsce
27. Val Gardena – 10 grudnia 1988 (zjazd) – 3. miejsce